# Sattelberg (Chiemgauer Alpen)
Der Sattelberg (820 m ü. NHN) ist eine Bergkuppe bei Nußdorf am Inn.

## Topographie
Er bildet eine einzelne Erhebung im nordwestlichsten Bereich der Chiemgauer Alpen zwischen Heuberg im Süden und dem nördlich gelegenen Bergzug des Samerbergs mit Steinberg  und Dandlberg. Der Berg ist nur teilweise bewaldet und wird landschaftlich genutzt.